# کائو یانهوا
کائو یانهوا (انگلیسی: Cao Yanhua؛ زادهٔ ) یک بازیکن تنیس روی میز اهل جمهوری خلق چین است. 
وی در مسابقات کشوری و بین‌المللی در مجموع برنده ۱۲ مدال طلا، ۲ مدال نقره، ۴ مدال برنز شده‌است.